# Altrip
Altrip este o comună din landul Renania-Palatinat, Germania.